# Oberstradam

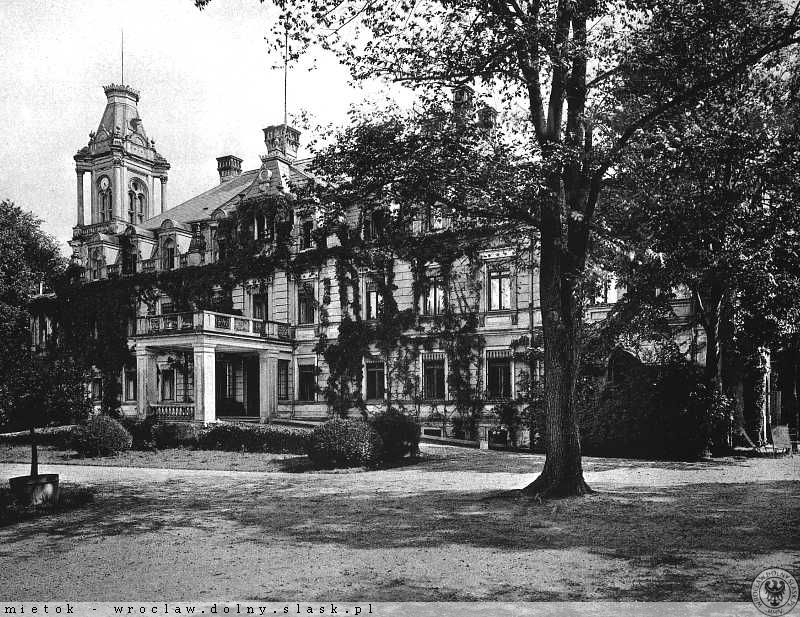
slottet Oberstradam

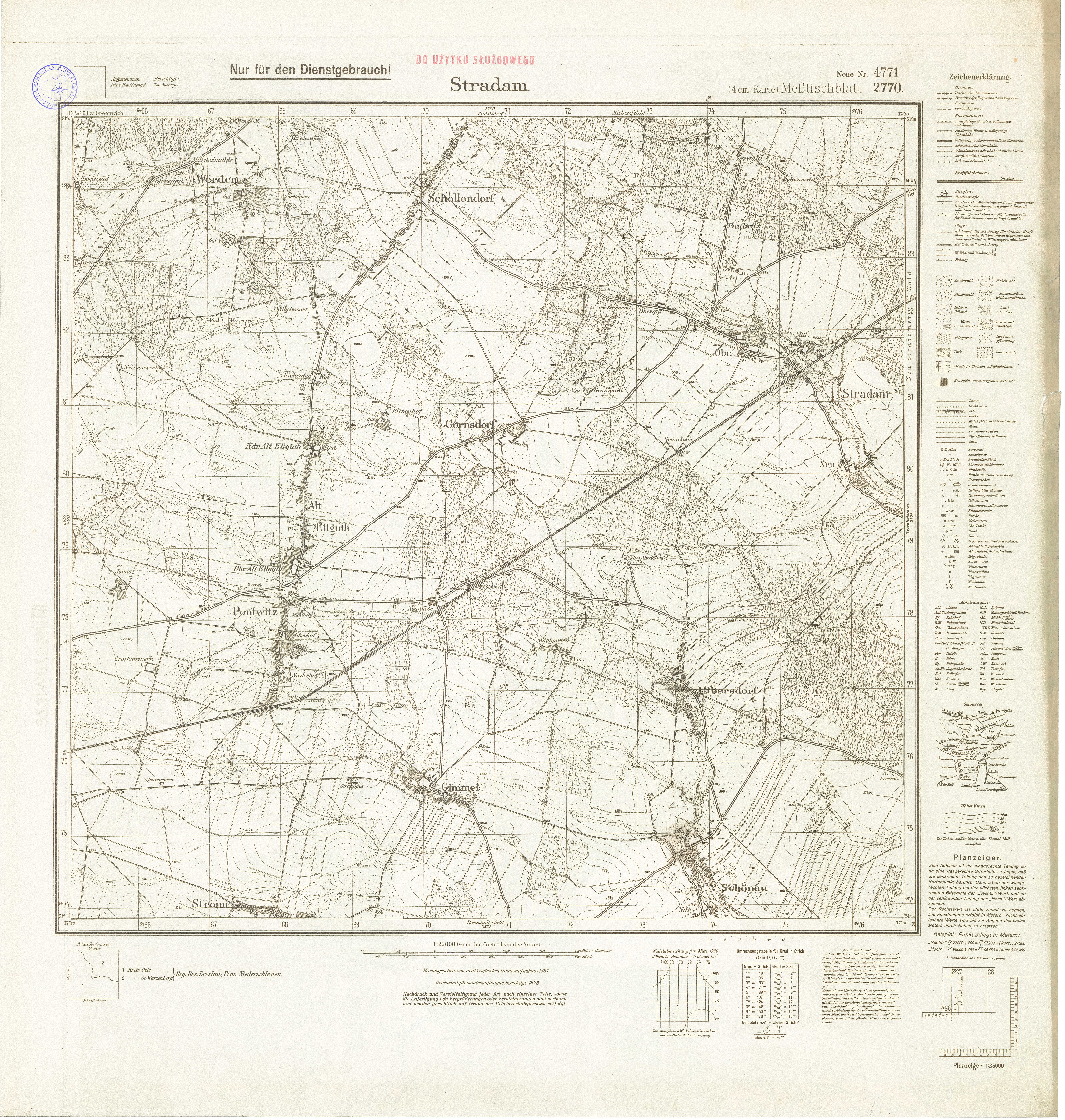
Karta över Oberstradam

Oberstradam var ett riddargods i Schlesien nära Breslau, idag Wrocław.
Riddargodset Oberstradam förlänades år 1329 till riddaren Janco von Gavron. Denne riddare är stamfader för ätten von Gaffron und Oberstradam. Slottet Oberstradam ligger utanför staden Wrocław i Nedre Schlesien, Polen. Fram till 1945 tillhörde Schlesien Tyskland som egen delstat med Breslau som huvudstad. Slottet heter numera Stradomia. Sedan den kommunistiska regimen tagit makten 1945 och med stöd av Sovjetunionen infört en kommunistisk diktatur har förfallet varit omfattande. Slottet har blivit mycket illa medfaret och är i stort behov av upprustning.

## Källa / Litteratur
- Ointroducerad Adels Förening, årskalender 2010.
- Genealogisches Handbuch des Adels, GHda 1978, band IV.
- Karten Herausgegebert von der Preussiche Landesaufnahme
- Herbarz Polski, Adam Bonieki, Warszawa 1902.
- Herby Rycerstwa Polskiego, Jerzy Wislocki, Wraclaw 1985, ie.
- Ksiega herbowa radow poliskich, Julius Ostrowski Warszawa 1897-1906.
- Polnisches Stammwappen – Ihre Geschichte und Ihre Sagen, Emillian von Zernecki-Szeliga, Hamburg 1904.
- Schlesischer Curiositeten des Schlesischen Adels, Johanne Sinapio, Leipzig och Breslau 1728.
- Wappen u. Handbuch des in Schlesien landgefessenen Adels, A. v. Krane, Görlitz 1901 – 1904.
- Wykazy Polkich Rodzin Szlachekich, Polska Encyklopedia Szlacheka.